# Schwifting
Schwifting település Németországban, azon belül Bajorországban. Lakosainak száma 1027 fő (2023. december 31.).

## Népesség
A település népessége az elmúlt években az alábbi módon változott:
| Lakosok száma | 353  | 562  | 590  | 616  | 922  | 959  | 1011 | 1028 | 1037 | 1027 |
|               | 1875 | 1950 | 1975 | 1987 | 2012 | 2014 | 2016 | 2017 | 2021 | 2023 |